# China Airlines-vlucht 611
China Airlines-vlucht 611  (CAL611, CI611) was een lijnvlucht met een Boeing 747 van Taiwan Taoyuan International Airport naar Hong Kong International Airport op 25 mei 2002. Het vliegtuig brak tijdens de vlucht in stukken en stortte neer, waarbij alle 206 inzittenden en 19 bemanningsleden omkwamen.

## De vlucht en de ramp
Op 25 mei 2002 steeg het vliegtuig om 14:50 (lokale tijd) op en het zou aankomen in Hongkong om 16:28. Zo'n 25 minuten na het opstijgen, tussen 15:37 en 15:40, verdween het vliegtuig van de radar, zodat het erop leek dat het vliegtuig tijdens de vlucht was ontploft op een hoogte van 35.000 voet (zo'n 10 kilometer), in de buurt van Pescadores in de Straat van Taiwan. Het weer was  tijdens het ongeluk normaal.

## Onderzoek
Om 17:05 zag een militair C130-vliegtuig een neergestort vliegtuig op 37 km ten noordoosten van Makung. Tegelijkertijd werden er ook olievlekken gespot. Het eerste lijk werd om 18:10 gevonden. Onderzoekers vonden slechts 15% van het toestel terug, waaronder het deel van de cockpit en de zwarte doos. Op de resten werden geen tekenen van brand, explosieven of schoten gevonden.
Er was geen waarschuwingssignaal afgegeven voordat het ongeluk gebeurde. De data van de radar gaf aan dat het vliegtuig op 10 kilometer hoogte in 4 stukken was gebroken. Deze theorie werd ondersteund door het feit dat er brokstukken uit het vliegtuig waren gevonden tot 129 km van de plek waar het vliegtuig was neergekomen, tot in dorpjes in centraal Taiwan.
China stond mensen uit Taiwan toe om te zoeken naar lichamen en delen van het vliegtuig, in het Chinese gebied van de Straat van Taiwan.

## Metaalmoeheid
Het laatste rapport van het onderzoek stelde dat metaalmoeheid, te wijten aan het inadequaat onderhoud na een eerder voorval, de waarschijnlijke oorzaak van het ongeluk was. Het rapport stelde dat het vliegtuig op 7 februari 1980 schade had opgelopen doordat het vliegtuig met de staart over de grond was geschoven, een zogenaamde tailstrike. Het vliegtuig was op dezelfde dag terug naar Taiwan gebracht en een dag daarna werd het vliegtuig onderzocht. Een permanente reparatie vond plaats onder leiding van Boeing van 23 tot 26 mei 1980. Hierbij werd een doubler-plate aangebracht, maar niet op de juiste manier. De doubler-plate had ruim 30% extra oppervlak moeten hebben ten opzichte van de schade. De plaat overlapte echter enkele centimeters. De medewerkers hadden in het logboek opgeschreven dat ze volgens de Boeing-procedure te werk waren gegaan, waardoor de foute reparatie onmogelijk kon worden ontdekt. Er was een controle gepland voor 2 november, waarbij de fout ontdekt had kunnen worden. Deze datum heeft het toestel uiteindelijk niet gehaald.

## Trivia
- Het televisieprogramma Air Crash Investigation wijdde een aflevering uit seizoen 6 aan dit ongeluk.